# Plus/minus-statistik
Plus/minus-statistik är ett statistiskt underlag som används främst inom ishockey. Statistiken beräknas för varje spelare, utom målvakten, och visar hur många mål som görs för och mot ett lag när en spelare har varit på isen. Varje mål som görs för ett lag leder till +1 poäng (plus 1) till spelare från det lag som var på isen när målet gjordes. På samma sätt, med tanke på de spelare som var på isen för laget som målet gjordes mot, tilldelas -1 poäng (minus 1).
Gjorda mål för ett lag som spelar med fler man på banan, i power play, räknas inte in i statistiken. Motsvarande räknas gjorda mål mot ett lag som är i numerärt underläge, boxplay, inte med. Gjorda mål för ett lag som är i numerärt underläge, ett så kallat "shorthanded"-mål, räknas dock med, liksom för spelare i laget som var numerärt fler.
Den siffra som anges oftast är ett nettotal. En spelare som har funnits på banan för 8 gjorda mål för sitt lag och för 4 insläppta mål, kommer att ha ett plus/minus på +4. Ju större plustal för en enskild spelare desto bättre. Ett stort minustal för en spelare visar att spelaren ofta är på isen när mål görs mot hans lag och statistiken kan därför tyda på defensiva brister hos en enskild spelare.
NHL-trofén NHL Plus/Minus Award delas årligen ut till spelaren med den högsta plus/minus-statistiken, beräknat under grundspelsomgångarna. Montreal Canadiens var under 1950-talet det första laget som tog fram denna statistik och andra lag följde snart efter. År 1968 började NHL att leda en officiell plus/minus-statistik och det har sedan dess spridit sig till många andra ligor.
I den finska FM-ligan delas Matti Keinonen-trofén ut till spelaren med den bästa plus/minus-statistiken.